# Grigorij Kriss
Grigorij Jakovlevič Kriss (in russo Григорий Яковлевич Крисс?, in ucraino Григорій Якович Крісс?, Hryhorij Jakovyč Kriss; Kiev, 24 dicembre 1940) è un ex schermidore sovietico, vincitore di una medaglia d'oro, due d'argento ed una di bronzo nella scherma ai Giochi olimpici.